# Seguimiento de ojos
Seguimiento de ojos (traducido del inglés eye tracking) es el proceso de evaluar, bien el punto donde se fija la mirada (donde estamos mirando), o el movimiento del ojo en relación con la cabeza. Este proceso es utilizado en la investigación en los sistemas visuales, en psicología, en lingüística cognitiva y en diseño de productos.
Existen diversos sistemas para determinar el movimiento de los ojos. La variante más popular utiliza imágenes de vídeo a partir de las cuales se extrae la posición del ojo. Otros métodos utilizan bobinas de búsqueda o están basados en electrooculogramas.
Los dispositivos de seguimiento ocular portátiles también se utilizan cada vez más para aplicaciones de rehabilitación y asistencia (relacionadas, por ejemplo, con sillas de ruedas o brazos robóticos y control de prótesis)
.

## Historia
En la década de 1800, los estudios de los movimientos oculares se realizaron mediante la observación directa.
En 1879 en París, Louis Emile Javal observó que la lectura no implica un suave barrido de los ojos a lo largo del texto (como se suponía), sino una serie de paradas cortas (llamadas fijaciones) y sacadas rápidas. Esta observación planteó importantes cuestiones sobre la lectura que más tarde fueron exploradas durante la década de 1900: ¿En qué palabras se detienen los ojos? ¿Por cuánto tiempo? ¿Cuándo regresan de nuevo a las palabras que ya se ha visto?

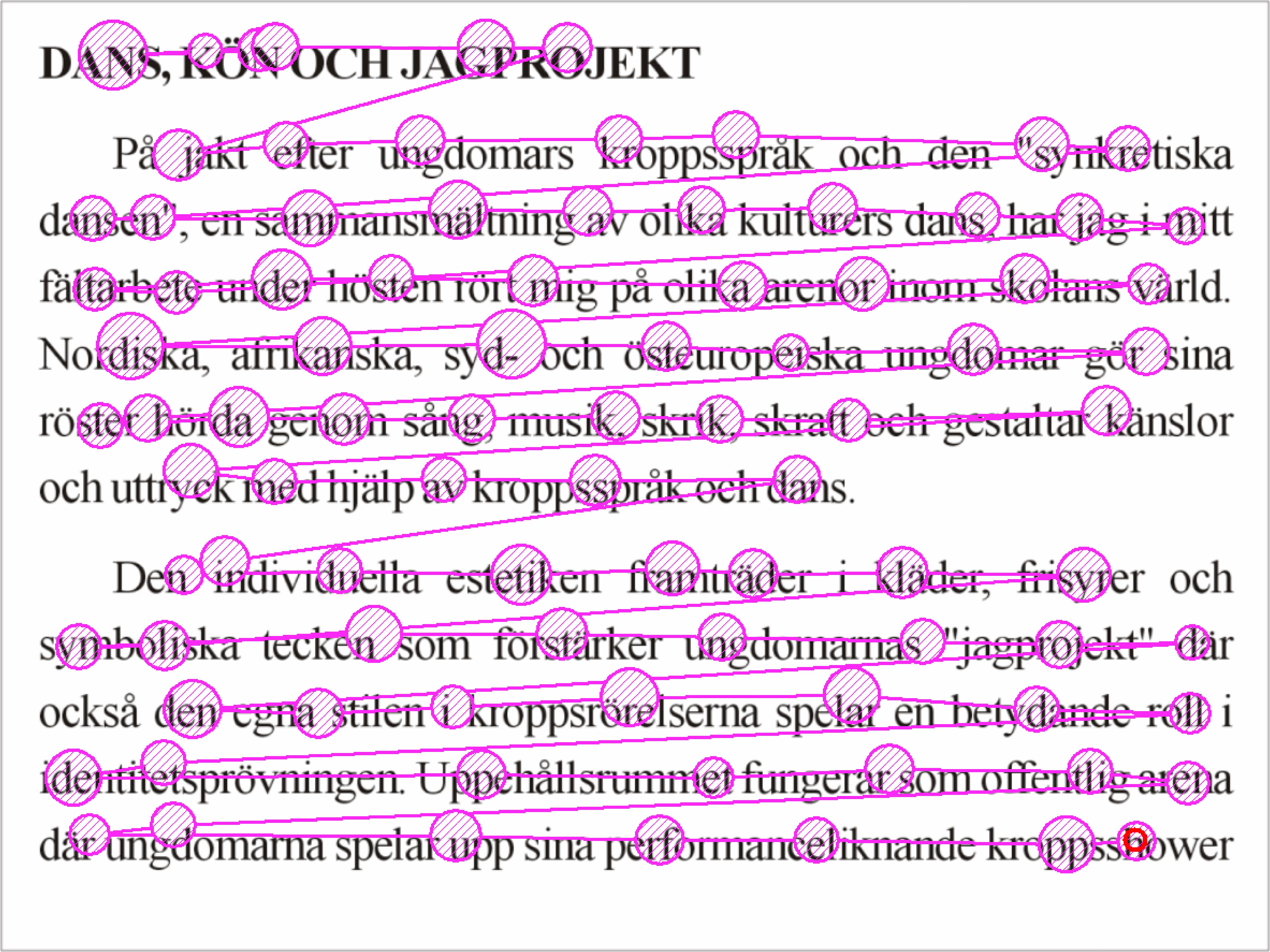
Ejemplo de fijaciones y sacadas en un texto. Este es el patrón típico del movimiento de nuestros ojos en una lectura.

Edmund Huey construyó el primer prototipo de seguidor de ojos con una especie de lente de contacto con un agujero que se colocaba en los ojos del sujeto a seguir. El objetivo estaba conectado a un puntero de aluminio que se movía en respuesta al movimiento del ojo. Huey estudiaba y cuantificaba regresiones (sólo una pequeña proporción de los movimientos sacádicos son regresiones), y muestran que algunas palabras en oraciones no son fijas.
El primer seguidor de ojos no intrusivo fue construido por Guy Thomas Buswell en Chicago. Éste utiliza haces de luz que se reflejan en el ojo y luego las graba en una película. Buswell hizo estudios sistemáticos en la lectura y la visualización de imágenes.
En la década de 1950, Alfred L. Yarbus realizó una investigación de seguimiento ocular importante y debido a esto, su libro de 1967 se cotizó muy alto. Mostró que la tarea encomendada a un sujeto tiene una gran influencia en los movimientos oculares del sujeto. También escribió sobre la relación entre la fijación y el interés:

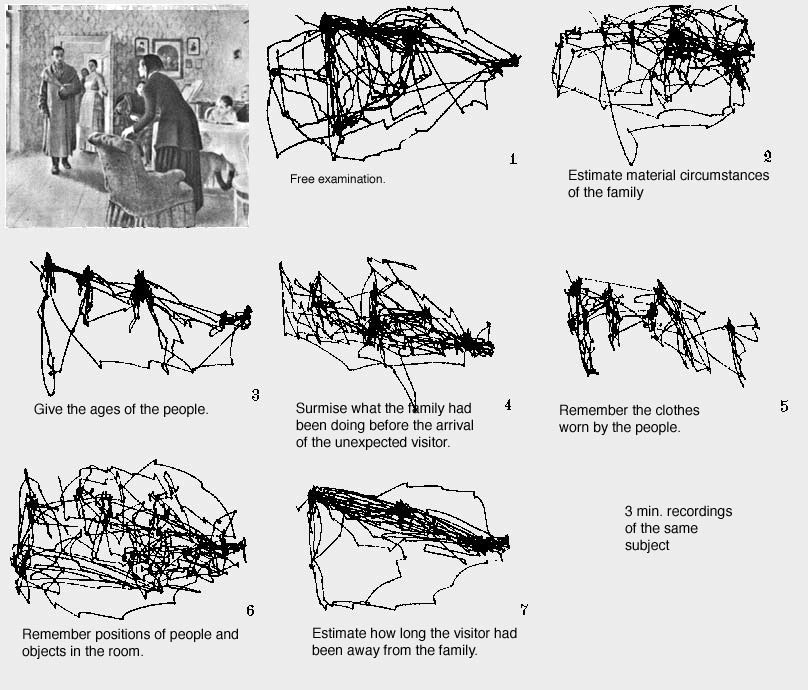
Estudio realizado por Yarbus en 1967 donde se contempla que la tarea encomendada influye en el movimiento de los ojos.

"Todos los registros muestran de manera concluyente que el carácter del movimiento de los ojos es completamente independiente o prácticamente en función del material de la imagen y cómo se hizo, siempre que sea plana o casi plana". El patrón cíclico en el examen de las imágenes "no depende sólo de lo que se muestra en la imagen, sino también del problema que se enfrenta el observador y la información que se espera obtener de la imagen".
"Los registros de los movimientos oculares muestran que la atención del observador se lleva a cabo generalmente solo por ciertos elementos de la imagen, el movimiento de los ojos refleja los procesos del pensamiento humano, de modo que Yarbus pensó que el observador se puede seguir en cierta medida a través de los registros del movimiento de los ojos.
"La atención del observador es frecuentemente atraído por elementos que no dan información importante pero que, en su opinión, puede hacerlo. A menudo, un observador centrará su atención en los elementos que son inusuales en las circunstancias particulares, desconocido, incomprensible, y así sucesivamente ".
"... Al cambiar sus puntos de fijación, el ojo del observador en varias ocasiones vuelve a los mismos elementos de la imagen. El tiempo adicional es dedicado a la percepción que no se utiliza para examinar los elementos secundarios pero si a reexaminar los elementos más importantes".
En la década de 1970, las investigaciones de rastreo ocular se expandieron rápidamente. En 1980, Just y Carpenter describió la gran influencia del ojo y la mente con una hipótesis, la hipótesis de que "no hay ningún retraso apreciable entre lo que se fija y lo que se procesa". Si esta hipótesis es correcta, entonces cuando un sujeto mira a una palabra o un objeto, él o ella también piensa (proceso cognitivo), y por tanto queda exactamente registrado el tiempo de la fijación.
El 1980 se empezó a utilizar el seguimiento de ojos para resolver preguntas relacionadas con la interacción persona-ordenador. En concreto, los investigadores estudiaron cómo los usuarios podrían realizar búsquedas en los menús del ordenador. Además, los ordenadores permitieron a los investigadores utilizar el seguimiento de los ojos en tiempo real, principalmente para ayudar a los usuarios con discapacidades.
Más recientemente, se ha producido un crecimiento en el uso del seguimiento ocular para estudiar cómo los usuarios interactúan con interfaces de usuario en PC. Los resultados de estas investigaciones se pueden utilizar para plantear posibles cambios en el diseño de la interfaz. 
Otra área de investigación reciente se centra en el desarrollo Web. En esta se puede incluir cómo reaccionan los usuarios a los menús desplegables o saber en lo que se centran en una página web para que el desarrollador sepa dónde colocar un anuncio.
Según Hoffman, el consenso actual es que la atención visual siempre va un poco (de 100 a 250 ms) por delante de los ojos. Pero tan pronto como se mueve la atención a una nueva posición, los ojos hacen lo mismo.
Todavía no se puede inferir procesos cognitivos específicos directamente desde una fijación en un objeto determinado en una escena. Por ejemplo, una fijación en una cara en una fotografía que puede indicar el reconocimiento, gusto, disgusto, etc.

## Tipos de seguimientos
Principalmente se dividen en tres categorías:

### Mediante sensado invasivo
Utilizando algo adjunto al ojo como una lente de contacto especial con un espejo incorporado o un sensor de campo magnético. El movimiento de la unión se mide con el supuesto que no se deslice de manera significativa cuando el ojo gire.
Las mediciones realizadas con lentes de contacto han aportado grabaciones extremadamente detalladas de los movimientos oculares. Las bobinas magnéticas es el método que utilizan para realizar estudios sobre la dinámica y la fisiología subyacente al movimiento del ojo.

### Mediante sensado no invasivo
El segundo tipo de seguimiento sería sin necesidad que haya contacto. A través de la luz, por lo general luz infrarroja, se refleja en los ojos y se capta mediante una cámara de video o algún otro sensor óptico. La información recogida se analiza para extraer la rotación de los ojos y los cambios en los reflejos. Los seguidores de ojos basados en vídeo suelen utilizar el reflejo corneal (la primera imagen de Purkinje) y el centro de la pupila como características para saber el paso del tiempo. Un tipo más sensible de seguidor de ojos sería el dual-Purkinje, el cual utiliza los reflejos de la parte frontal de la córnea (la primera imagen de Purkinje) y la parte posterior de la lente (cuarta imagen de Purkinje) como características principales. Otro método que aún es más sensible es uno que extrae las características de la imagen del interior de ojo, es decir, de los vasos sanguíneos de la retina.
Los métodos ópticos, especialmente los basados en la grabación de video son ampliamente utilizados para el seguimiento de la mirada y están bien considerados porque no son invasivos y el coste es bajo.

### Mediante potenciales eléctricos
Finalmente, el tercer tipo utiliza el potencial eléctrico medido con electrodos colocados alrededor de los ojos para detectar el movimiento. Los ojos son el origen de un constante campo de potencial eléctrico que también se puede detectar en total oscuridad aunque estos estén cerrados. Puede estar modelado para generar un dipolo con el polo positivo en la córnea y el polo negativo en la retina.
La señal eléctrica que se puede derivar al uso de dos pares de electrodos de contacto colocados en la piel alrededor del ojo se llama electrooculograma (EOG). Si los ojos se mueven de la posición del centro hacia la periferia, la retina se acerca a uno de los electrodos, mientras que la córnea se acerca al opuesto. Este cambio en la orientación de los dipolos cambia consecuentemente los resultados del campo potencial eléctrico la señal EOG medida.
EOG es, sin embargo, una técnica muy robusta para medir los movimientos oculares sacádicos asociados con los cambios de la mirada y la detección de parpadeos. Al contrario que los seguidores de ojos basados en videos, EOG permite la grabación de los movimientos oculares, incluso con los ojos cerrados, y por lo tanto puede ser utilizado en la investigación de los sueños. Se trata de un muy ligero enfoque que, a diferencia de los seguidores actuales de ojos basados en videos, sólo necesita una potencia de cálculo muy baja y funciona bajo diferentes condiciones de iluminación.

## Tecnologías y técnicas
La extensa mayoría de diseños actuales son seguidores de ojos basados en vídeos. Una cámara enfoca uno o los dos ojos y graba sus movimientos mientras el sujeto mira una serie de estímulos. Los seguidores de ojos más modernos usan el contraste para localizar el centro de la pupila y crear un reflejo de la córnea a través de luz infrarroja e infrarroja cercana no colimada. El vector entre estas dos características puede usarse para computar la intersección de la mirada con una superficie después de una simple calibración individual.
Se usan dos tipos generales de técnicas de seguimiento de ojos: pupila brillante y pupila oscura. La diferencia entre ellas se basa en la localización de la fuente de iluminación con respecto a los ojos. Si la iluminación es coaxial con la mirada, los ojos actúan como catadióptricos de manera que la luz refleja en la retina un efecto de pupila brillante parecido al de los ojos rojos. En cambio, si la fuente de iluminación no es coaxial con la mirada, la pupila aparece oscura ya que el retro reflejo de la retina se desvía lejos de la cámara.
La técnica de la pupila brillante genera un mejor contraste iris/pupila debido a un seguimiento de ojos más correcto en relación con la pigmentación del iris y reduce significativamente les interferencias producidas por las pestañas y otras características ocultas. Esto además permite un seguimiento en condiciones que van desde la total oscuridad hasta una claridad alta. Estas técnicas no son muy efectivas para hacer seguimientos en exteriores ya que se producen interferencias en su monitorización.
Las configuraciones de los seguidores de ojos varían mucho; algunos se montan en la cabeza, otros requieren la cabeza solo para ser estables (por ejemplo con un apoya-mentón), y algunos siguen los movimientos de la cabeza de forma remota y automática durante el movimiento. La mayoría usan una frecuencia de muestreo de al menos 30 Hz. Aunque 50/60 Hz és lo más común, actualmente muchos seguimientos de ojos basados en video funcionan a 240, 350 o incluso 1000/1250 Hz, frecuencia que se necesita para captar en detalle los rápidos movimientos durante la lectura o durante los estudios de neurología.
El movimiento de los ojos normalmente se divide en fijaciones y salidas, cuando la mirada se detiene en cierta posición y cuando se mueve hacia otra posición respectivamente. Las series resultantes de las fijaciones y las salidas se llama scanpath. La mayoría de la información de los ojos de hace disponible durante la fijación, pero no durante la salida. Los uno o dos grados centrales (la fóvea) aporta la mayor parte de información; los inputs de las excentricidades más extensas (la periferia) dan menos información. Por lo tanto, la localización de las fijaciones a lo largo del scanpath muestran que puntos de información de los estímulos son procesados durante una sesión de seguimiento de ojos. De media, las fijaciones duran alrededor de 200 ms durante la lectura de textos lingüísticos y 350 ms durante la visión de una escena. Preparar la salida hacia un nuevo objetivo lleva alrededor de 200 ms.
Los scanpaths son útiles para analizar las intenciones cognitivas, los intereses y la prominencia. Otros factores biológicos (algunos tan simples como el género) pueden afectar a la calidad del scanpath. El seguimiento de ojos en HCI (interacciones humano – ordenador) normalmente investiga el scanpath con fines de usabilidad, o como método de input en muestras contingentes con la mirada, también llamadas interfaces basadas en la mirada.

## Representación de la información
Para poder interpretar la información que recogen los diferentes tipos de Eyetracking  existen una serie de software que crean animaciones y representaciones con la finalidad de resumir gráficamente el comportamiento visual de uno o varios usuarios.
Los más destacados serían los siguientes:

### Representaciones animadas de un punto sobre la interfaz
Se utiliza cuando se examina individualmente el comportamiento visual indicando dónde se ha fijado en cada momento el individuo, así como un pequeño rastro en forma de línea que indica los movimientos sacádicos previos, tal y como se observa en la imagen.

### Representaciones estáticas del camino o ruta sacádica
Son muy parecidas a las descritas anteriormente simplemente que en este caso se trata de una representación estática. Esto provoca que resulte más difícil interpretarlas que las animadas.

### Mapas de calor
Es una representación estática alternativa, principalmente pensada para el análisis aglomerado de los patrones de exploración visual de un conjunto de usuarios a diferencia de las dos representaciones comentades anteriormente. En estas representaciones, las zonas 'calientes' o de mayor intensidad señalan dónde coinciden las zonas de referencia viso-espacial con mayor frecuencia. Es un error muy frecuente creer que estas zonas 'calientes' representan atención ya que como se describe arriba, este proceso no se puede inferir exclusivamente de las fijaciones.

### Mapas de zonas ciegas
Es una versión simplificada de los mapas de calor en los que muestra de una manera muy clara las zonas que han sido visualmente menos atendidas por el usuario y por otra parte, facilitando la comprensión de la información más relevante, es decir, nos informa qué zonas han sido las únicas que el usuario no ha visto.
Estos cuatro tipos de representaciones resultan muy descriptivas y fáciles de comprender para un análisis posterior. Gracias a esto permiten demostrar al cliente con tan solo una imagen que el usuario no explora la interfaz de forma ordenada y previsible como se tiende a creer.

## Seguimiento de ojos vs. Seguimiento de la mirada
Los seguidores de ojos necesariamente miden la rotación del ojo respecto al sistema de medida. Si el sistema de medida se monta en la cabeza, como con un EOG (electrooculograma), entonces se miden los ángulos de los ojos. En cambio, si el sistema de medida se monta en una mesa, como con bobinas esclerales de búsqueda o sistemas de cámaras a control remoto montadas en mesa, entonces se miden los ángulos de la mirada.
En muchas aplicaciones, la posición de la cabeza se fija usando una barra que se muerde, un soporte para la frente o algo parecido, para que la posición de los ojos y la mirada sean lo mismo. En otros casos, la cabeza tiene libertad de movimiento y este movimiento se mide con sistemas como seguidores de cabeza magnéticos o basados en vídeo.
Para los seguidores que se montan en la cabeza, la posición y dirección de ésta se añade a la dirección de los ojos para determinar la dirección de la mirada. En cambio, para los sistemas montados en mesa como las bobinas de búsqueda, la dirección de la cabeza se resta de la dirección de la mirada para determinar la posición de los ojos.

## Seguimiento de ojos en situaciones prácticas
Una gran cantidad de investigaciones han estudiado los mecanismos y dinámica de la rotación ocular, pero el objetivo del seguimiento de ojos es más a menudo estimar la dirección de la mirada. Los usuarios pueden estar interesados, por ejemplo, en que aspectos de una imagen atraen la mirada. Es importante tener en cuenta que el seguimiento de ojos no nos informa de la dirección de la mirada exactamente, más bien solo mide los cambios de dirección en esta. Para saber precisamente a que está mirando el sujeto es necesaria cierta calibración, que corresponde a que el sujeto mira a un punto o una serie de puntos mientras el seguidor de ojos graba el valor que corresponde a cada posición de la mirada.
(Incluso esas técnicas que monitorizan características de la retina no pueden proveer de una dirección exacta de la mirada ya que no hay ninguna característica anatómica específica que marque el punto exacto en que el eje visual se encuentra con la retina, no obstante, si existe este punto de forma singular y estable).
Una calibración precisa y confiable es básica para obtener resultados válidos y repetibles de movimiento de ojos, y esto puede ser un desafío importante frente a sujetos no-verbales o aquellos que tienen una mirada inestable.
Cada método de seguimiento de ojos tiene sus ventajas e inconvenientes, y la elección de un método de seguimiento de ojos depende de consideraciones de coste y circunstancias de aplicación. Hay métodos offline y procedimientos en línea como el Seguimiento de Atención. Hay una relación directa entre el coste y la sensibilidad del sistema, así encontramos que los sistemas más sensibles cuestan muchos miles de euros y requieren de una pericia considerable para operarlos correctamente. Avances en tecnologías de video y computación han llevado al desarrollo de sistemas “low cost” que son aplicables a múltiples usos y son relativamente sencillos de usar, pero la interpretación de los resultados aun requiere de un cierto nivel de pericia ya que un sistema pobremente calibrado puede producir dadas tremendamente erróneas.

## Aplicaciones en el cine
La tecnología actual desarrollada mediante sistemas de eye tracking permite analizar de manera objetiva que está mirando el espectador en la hora de proyectar una película. De manera específica, se puede determinar y grabar qué elementos, con qué duración e incluso con qué intensidad, una zona concreta es observada dentro de una escena.
La luz infrarroja reflejada sobre el ojo es capturada por sensores que captan el movimiento con un software especializado. El sistema recoge todos aquellos momentos en los que el espectador fija la mirada en un estímulo, tanto de manera consciente como inconsciente. Los estudios realizados a partir del análisis de cómo se observen los films, permite a los creadores del ámbito audiovisual, conocer a través de la mirada los comportamientos cognitivos escondidos detrás.
Los resultados se presentan en mapas de calor que muestran todos los puntos donde los diferentes espectadores han observado en algún punto de la escena proyectada. En los estudios realizados en los últimos años, a pesar de las excepciones, se han determinado varios puntos en común. En escenas complejas y cargadas de estímulos por el exceso de elementos, los espectadores acostumbran a buscar elementos emocionales que reflejen sentimientos y evocaciones personales. En secuencias de diálogo, los personajes acostumbran a ser observados principalmente en los ojos y la boca, exactamente igual que en una conversación real.

## Aplicaciones
La variedad de disciplinas que puede tractar el seguimiento de ojos y las aplicaciones que le pueden dar uso son muchas y en muchos ámbitos. Las aplicaciones más conocidas serían tales como:
- Publicidad para empresas: Permite hacer estudios cuantitativos de cómo la comunicación es percibida.
- Publicidad en TV y cine: Evaluar el impacto de un anuncio en un contexto neutral.
- Publicidad online: Distribución de la publicidad en la web con la jerarquía y el beneficio más correcto.
- Diseños de empaquetamiento: Saber dónde se fija realmente el usuario en el empaque.
- Visual Merchandising: Cómo situar los productos
- Diagramación de material impreso: Mostrar si el diseño acompaña a la jerarquía en la lectura que se pretende.
- Diseño web: Poder saber dónde situar la información y la publicidad en el sitio adecuado.
- Diseño de software: poder evaluar la interfaz de usuario es fundamental para el buen desarrollo de un programa.

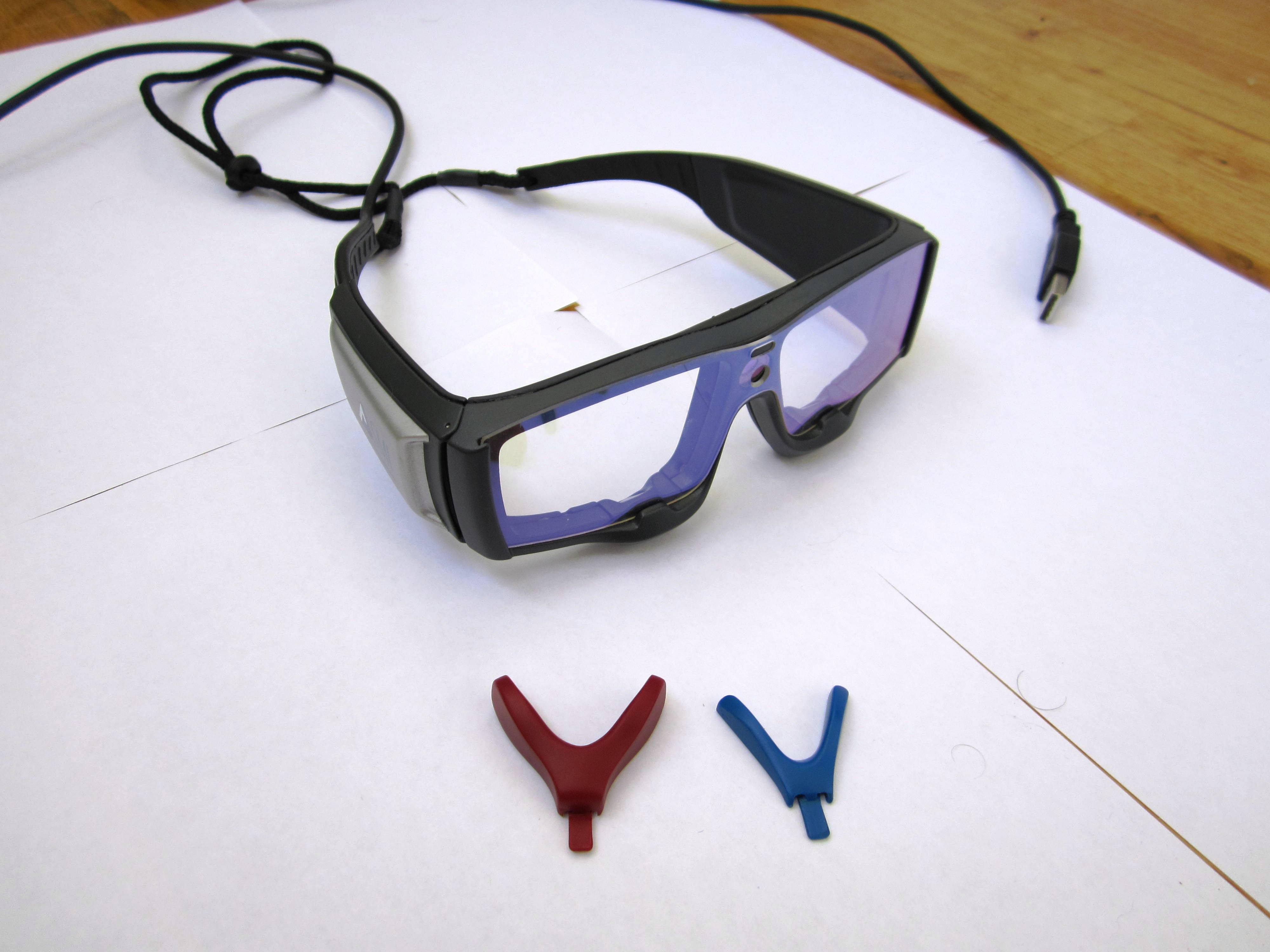
Hardware de seguimiento de ojos

### Uso comercial
Recientemente,  el incremento de la sofistificación y accesibilidad de la tecnología del seguimiento de ojo ha generado un gran interés en el sector comercial. Algunas de sus aplicaciones pueden ser la usabilidad web, publicidad,  patrocinios, paquetes de diseño e ingeniería automática.
En general, la función de los estudios comerciales sobre el seguimiento de ojos representan un estímulo objetivo con una muestra de usuarios, mientras que el seguidor de ojos es utilizado para grabar la actividad del ojo.
Ejemplos de estímulos objetivos pueden estar incluidos en sitios webs, programas de televisión, eventos deportivos, películas, anuncios, periódicos y aplicaciones.
Los datos resultantes pueden ser analizados estadísticamente y devueltos gráficamente para facilitar indicios de patrones visuales específicos. Examinando parpadeos, fijación de los ojos, dilatación de las pupilas y una variedad de otros comportamientos, se puede determinar la efectividad de un producto o medio concreto. Mientras algunas compañías completan este tipo de investigaciones internamente, hay algunas compañías privadas que ofrecen el servicio de seguimiento de ojos y análisis.

#### Campos destacados
Uno de los campos más destacados de la investigación comercial del seguimiento de ojos es la usabilidad web. Mientras las técnicas tradicionales de usabilidad son a menudo poderosas proporcionando información sobre clics realizados y patrones de scroll, el seguimiento de ojos ofrece la habilidad de analizar la interacción del usuario entre los clics y cuánto tiempo pasa entre un clic y el siguiente.
Esto proporciona información valiosa sobre qué características son las más llamativas, cuáles causan confusión y cuáles se ignoran por completo.
Específicamente el seguimiento de ojos puede ser usado para evaluar la eficacia de búsqueda, marca, anuncios en línea, usabilidad de navegación, diseño y otros componentes web. Los análisis se pueden realizar sobre un prototipo o la web competidora, además del propio sitio principal del cliente.
El seguimiento de los ojos se utiliza comúnmente en una variedad de diferentes medios de publicidad. Anuncios publicitarios, anuncios impresos, anuncios en línea y programas patrocinados son propicios para el análisis con la tecnología de seguimiento de los ojos actual. Por ejemplo, en los periódicos , los estudios de seguimiento de los ojos se pueden usar para averiguar de qué manera los anuncios se deben mezclar con las noticias con el fin de llamar la atención de los usuarios.
Los análisis se centran en la visibilidad de un producto o logotipo en el contexto de una revista, periódico, sitio web o evento televisado. Por ejemplo, un análisis de los movimientos de los ojos sobre la publicidad en las páginas amarillas. Estudiaron qué características específicas hicieron que la gente se fijase en un anuncio y si ellos vieron los anuncios en un determinado orden, así como el tiempo que le dedicaban a cada anuncio. El estudio reveló qué tamaño del anuncio, gráficos utilizados, color, etc. llamaban la atención de los usuarios, y utilizaron esa información para los anuncios. Esto permite a los investigadores que evalúen en detalle la frecuencia con una muestra de los consumidores se fijan en un logotipo, producto o anuncio. De esta forma, un anunciante puede cuantificar el éxito de una campaña dada en términos de la atención visual real.
El seguimiento de los ojos además proporciona a los diseñadores de paquetes la oportunidad de examinar el comportamiento visual de un consumidor al interactuar con un paquete de destino. Esto puede ser utilizado para analizar el carácter distintivo, el atractivo y la tendencia para que el paquete sea elegido para la compra. El seguimiento de los ojos se utiliza a menudo mientras que el producto de destino se encuentra en la fase de prototipo. Los prototipos son probados uno contra el otro y los competidores para examinar qué elementos específicos están asociados con una alta visibilidad y atractivo.
Desde 2005 , el seguimiento de los ojos se utiliza en sistemas de comunicación para personas con discapacidad: permite al usuario hablar, enviar correos electrónicos, navegar por Internet y realizar otras actividades, usando sólo sus ojos. El control de ojos funciona incluso cuando el usuario tiene movimientos involuntarios como consecuencia de la parálisis cerebral u otras discapacidades, y para aquellos que llevan gafas o cualquier otra intervención física que pudiera limitar la eficacia de los sistemas de control de los ojos antiguos.
El seguimiento de los ojos también se ha utilizado para el autoenfoque de las cámaras, de modo que los usuarios puedan centrarse en un objetivo simplemente mirando a través del visor.

## Software
Algunas de las herramientas que permiten realizar seguimiento de ojos, son:
- iMotions:[2]  plataforma biométrica que ofrece software y hardware (gafas y monitores de seguimiento de ojos, entre otros) para realizar el seguimiento de ojos y análisis de la expresión facial. Mediante el módulo de seguimiento de ojos a distancia, permite conocer métricas y ver visualizaciones, mostrando dónde, cuándo y por qué la gente mira. Los mapas de calor muestran la distribución de la atención con un mapa codificado con colores. Las Áreas de atención son una selección de una o varias áreas definidas por el usuario, y que dan como resultado las zonas con mayor interés. iMotions se caracteriza por inferir la implicación emocional con la que se está observando mediante datos relativos al parpadeo, dilatación de la pupila o velocidad de movimiento.[3]
- SMI Redn Professional:[4] es un conjunto de software y herramientas de hardware que permiten hacer seguimiento de ojos, y que apoyan todas las etapas de la usabilidad. Mejora la arquitectura de la información y el diseño de interfaces en sitios web estáticos y dinámicos, software y videojuegos. Proporciona informes de rendimiento de comportamiento y datos biométricos, analizando las acciones de los usuarios de forma no intrusiva.
- EyeWorks:[5] es una empresa que ofrece servicios de hardware (cámaras, monitores, sensores, y otras tecnologías) y software de seguimiento de ojos que se puede aplicar a distintos aspectos:
  - Tests de usabilidad basándose en el comportamiento de los ojos del usuario, los clics que ha hecho y una entrevista que proporciona retroalimentación.
  - Investigación de mercado
  - Usos científicos
  - Otros
- PyGaze:[6] es un paquete de software libre de seguimiento ocular que engloba varias aplicaciones y que está destinado a personas con pocas nociones de programación. El código se puede compartir con cualquier tipo de ordenador y es compatible con Windows, Linux y Mac OSX.
- OptiKey:[7] es un software de seguimiento de ojos de código abierto y gratuito para Windows, cuya función es servir de teclado de ayuda virtual y llevar el control del teclado y el ratón para personas con limitaciones motoras y del habla que sufren enfermedades como el ELA (Esclerosis Lateral Amiotrófica). Si el usuario no dispone de dispositivo de seguimiento ocular, OptiKey se puede utilizar con un ratón o cámara web. También es posible convertir en voz aquellos que hemos escrito con el teclado virtual.
- Tobii EyeX:[8] software que permite "tocar donde se mire", para una interacción con el ordenador portátil mucho más intuitiva y natural, mejorando la experiencia del usuario, y sin la necesidad de usar el ratón o panel táctil para dar clic en algún punto de la pantalla. Su tecnología avanzada es capaz de atenuar el brillo de la pantalla si el usuario no está mirándola para ahorrar así energía y dar privacidad. Igualmente, el ordenador permanecerá activo cuando el usuario se encuentre enfrente de la pantalla del ordenador hasta que éste se aleje de la misma.
- Gazepoint:[9] empresa dedicada al seguimiento de ojos para investigadores, personas con discapacidad, diseñadores web, empresas de marketing, entre otros. Su software, Analysis UX Edition, permite realizar tests de usabilidad, visualizaciones de mapas de calor, secuencias de clics, captura de imágenes, agregación de datos de usuarios múltiples, áreas dinámicas de interés, estadísticas, etc.
- Irisbond Primma:[10] software que permite controlar el ordenador con la mirada. El ratón se mueve allí donde mira el usuario y permite realizar todas las funcionalidades del ratón (movimiento, clic, doble clic, clic derecho, arrastre, scroll). 3 modos de interacción: guiño, fijación o pulsador externo, todos ellos con parámetros configurables. Varias aplicaciones auxiliares que proporcionan una curva de aprendizaje para que el usuario pueda entender, aprender, comunicar, divertirse y trabajar mediante su dispositivo Irisbond.
- Eyezag:[11] plataforma en línea para crear, dirigir y analizar estudios de seguimiento de mirada para evaluar campañas de marketing y estudios de usabilidad. La plataforma permite realizar los estudios remotamente, via web, a través de la webcam del usuario, de esta manera los usuarios pueden participar desde sus propias casas, a través de sus ordenadores portátiles, tabletas, o teléfonos inteligentes.